# Miodrag Džudović
Miodrag Džudović, né le 6 septembre 1979 à Plav (Monténégro), est un footballeur international monténégrin. Il évoluait au poste de défenseur devenu entraîneur.

## Biographie

### Carrière internationale
Miodrag Džudović compte 26 sélections et 1 but avec le Monténégro entre 2008 et 2013.
Il fait ses débuts en équipe nationale du Monténégro le 19 novembre 2008 contre la Macédoine.

## Statistiques

### Buts en sélection
| Buts en sélection de Miodrag Džudović | Buts en sélection de Miodrag Džudović | Buts en sélection de Miodrag Džudović          | Buts en sélection de Miodrag Džudović | Buts en sélection de Miodrag Džudović | Buts en sélection de Miodrag Džudović | Buts en sélection de Miodrag Džudović |
|                                       | Date                                  | Lieu                                           | Adversaire                            | Score                                 | Résultat                              | Compétition                           |
| ------------------------------------- | ------------------------------------- | ---------------------------------------------- | ------------------------------------- | ------------------------------------- | ------------------------------------- | ------------------------------------- |
| 1.                                    | 19 novembre 2008                      | Podgorica City Stadium, Podgorica (Monténégro) | Macédoine du Nord                     | 1-0                                   | 2-1                                   | Match amical                          |